# Organizzazione Unionista Popolare Nasseriana
L'Organizzazione Unionista Popolare Nasseriana (in arabo التنظيم الوحدوي الشعبي الناصري‎?, al-Tanẓīm al-Waḥdawī al-Shaʿbī al-Nāṣirī) è un partito politico yemenita d'ispirazione socialista araba e nasseriana.
Il partito è stato fondato a Ta'izz il 25 dicembre 1965 ed è stato legalizzato nel 1989.
Nel 1993 ha tenuto il suo 8º congresso, in cui sono stati eletti 89 membri del suo ufficio politico.
Abd al-Malik al-Mikhlafi è stato eletto nuovo segretario generale in sostituzione di Abd al- Ghani Thabit, che era stato segretario generale dal 1990 al 1993.
Alle elezioni legislative del 2003 il partito ha ottenuto l'1,85% del voto popolare e 3 dei 301 seggi.
Il partito, che pubblica il giornale al-Waḥdawī (L'unitario), ha partecipato nel 2011 alla rivolta democratica contro il trentennale presidente 'Ali 'Abd Allah Saleh.